# ستيفن غيير
ستيفن غيير (بالإنجليزية: Stephen Geyer)‏ هو ملحن أمريكي، ولد في 21 نوفمبر 1950.

## وصلات خارجية
- ستيفن غيير على موقع IMDb (الإنجليزية)
- ستيفن غيير على موقع ميوزك برينز (الإنجليزية)
- ستيفن غيير على موقع ديسكوغز (الإنجليزية)